# سمير زيد الرفاعي
سمير زيد سمير الرفاعي (1 يوليو 1966 -) سياسي أردني من أصل فلسطيني[بحاجة لمصدر] ورئيس وزراء سابق ولد في مدينة عمّان ، عمل في عدة وظائف منها أمينًا عامًّا للديوان الملكي الهاشمي ووزيرًا للبلاط الملكي كما عمل رئيسًا تنفيذيًّا لـشركة دبي كابيتال. ورئيسًا لمجلس إدارة شركة الأردن دبي لاستثمارات الطاقة والبُنية التحتية وورئيسًا لمجلس إدارة الأردن دبي للاستثمارات المالية ورئيسًا لمجلس إدارة بنك الأردن دبي الإسلامي. كما كان عضوًا في مجلس الأعيان السادس والعشرون.
قدمت الحكومة استقالتها على أثر احتجاجات شعبية طويلة ضد سياسات حكومته الاقتصادية والسياسية. وقد جاءت الحكومة بقانون انتخابي ظهرت من خلال ما عُرف باسم الدوائر الوهمية الانتخابية وهو ما لاقى انتقادات واسعة.
في 10 من حزيران عام 2021؛ كلفه الملك عبدالله الثاني بمناسبة المئوية الثانية للدولة الأردنية برئاسة «اللجنة الملكية لتحديث المنظومة السياسية» التي مهمتها وضع مشروع قانون جديد للانتخاب ومشروع قانون جديد للأحزاب السياسية، والنظر بالتعديلات الدستورية المتصلة حكما بالقانونين وآليات العمل النيابي، وتقديم التوصيات المتعلقة بتطوير التشريعات الناظمة للإدارة المحلية، وتوسيع قاعدة المشاركة في صنع القرار، وتهيئة البيئة التشريعية والسياسية الضامنة لدور الشباب والمرأة في الحياة العامة.

## أسرته
ينتمي لأسرة ذات أصول فلسطينية[بحاجة لمصدر] لها باع طويل في السياسة والاقتصاد، فوالده هو رئيس مجلس الأعيان السابق زيد الرفاعي والذي سبق له أن شغل منصب رئيس الوزراء، وجده هو سمير الرفاعي الذي عاصر مراحل بناء الدولة منذ بدايات القرن العشرين وتولى رئاسة مجلس الوزراء.
وهو متزوج ولديه ثلاثه أبناء.

## دراسته وتعليمه
تخرج من أكاديمية ديرفيلد في الولايات المتحدة عام 1984، كما حصل على شهادة البكالوريوس في دراسات الشرق الأوسط من جامعة هارفارد بعام 1988، وشهادة الماجستير بالعلاقات الدولية من جامعة كامبريدج.

## حياته العملية
- عمل بالفترة من عام 1988 حتى عام 1997 كمساعد لرئيس التشريفات الملكية[3]، وبعدها عمل مديرًا للمكتب الخاص ومديرًا لمكتب ولي العهد الأمير الحسن بن طلال[3]، وذلك حتى عام 1999 عندما عينه الملك عبد الله الثاني أمينًا عامًا للديوان الملكي[3]، كما تولى إدارة المكتب الإعلامي ودائرة العلاقات العامة الخاصة بالملك عبد الله الثاني[3] وذلك حتى عام 2003 عندما عين وزيرًا للبلاط ورئيسًا للديوان الملكي[3]، واستمر بهذا المنصب حتى أبريل 2005 عندما عين مستشارًا للملك والتي ظل بها حتى نهاية العام.[3] وبنهاية عام 2005 عين رئيسًا تنفيذيًا «لشركة الأردن دبي كابيتال»[3]، وظل يتولى هذا المنصب حتى تكليفة بتشكيل الحكومة الأردنية. وكان قد انتخب في 13 مايو 2009 رئيسًا لمجلس إدارة «بنك الإنماء الصناعي».
- في 9 ديسمبر 2009 عينه الملك عبد الله الثاني رئيسًا لمجلس الوزراء وكلفه بتشكيل الحكومة.[8] وفي 22 نوفمبر 2010 أعاد الملك تكليفه بتشكيل الحكومة الجديدة والتي تلت انتخابات مجلس النواب[10]، وشكلت الحكومة بتاريخ 24 نوفمبر 2010.[11] استقال من منصبه بتاريخ 1 فبراير 2011[7][12][13] وعزت مصادر ذلك إلى اندلاع مظاهرات احتجاجية لعدة أسابيع ضد سياسات حكومته الاقتصادية وذلك قبل استقالته بالإضافة إلى المطالبة بالإصلاح السياسي[6] فيما أعرب الملك عبد الله الثاني عن شكره لسمير زيد الرفاعي وفريقه الوزاري لجهودهم في تحمل مسؤولية مهامهم.[14]